# Ludwik Perzyna

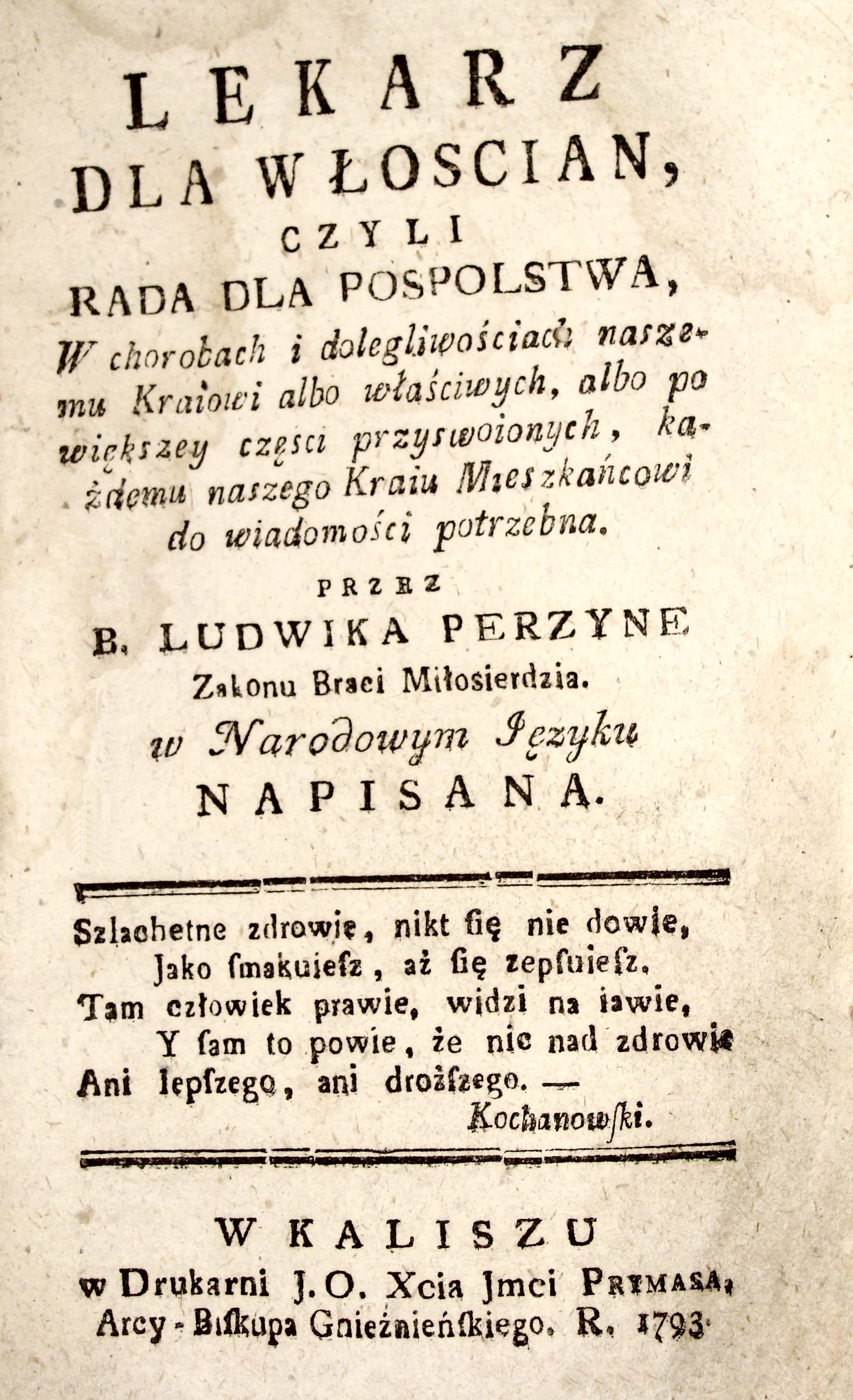

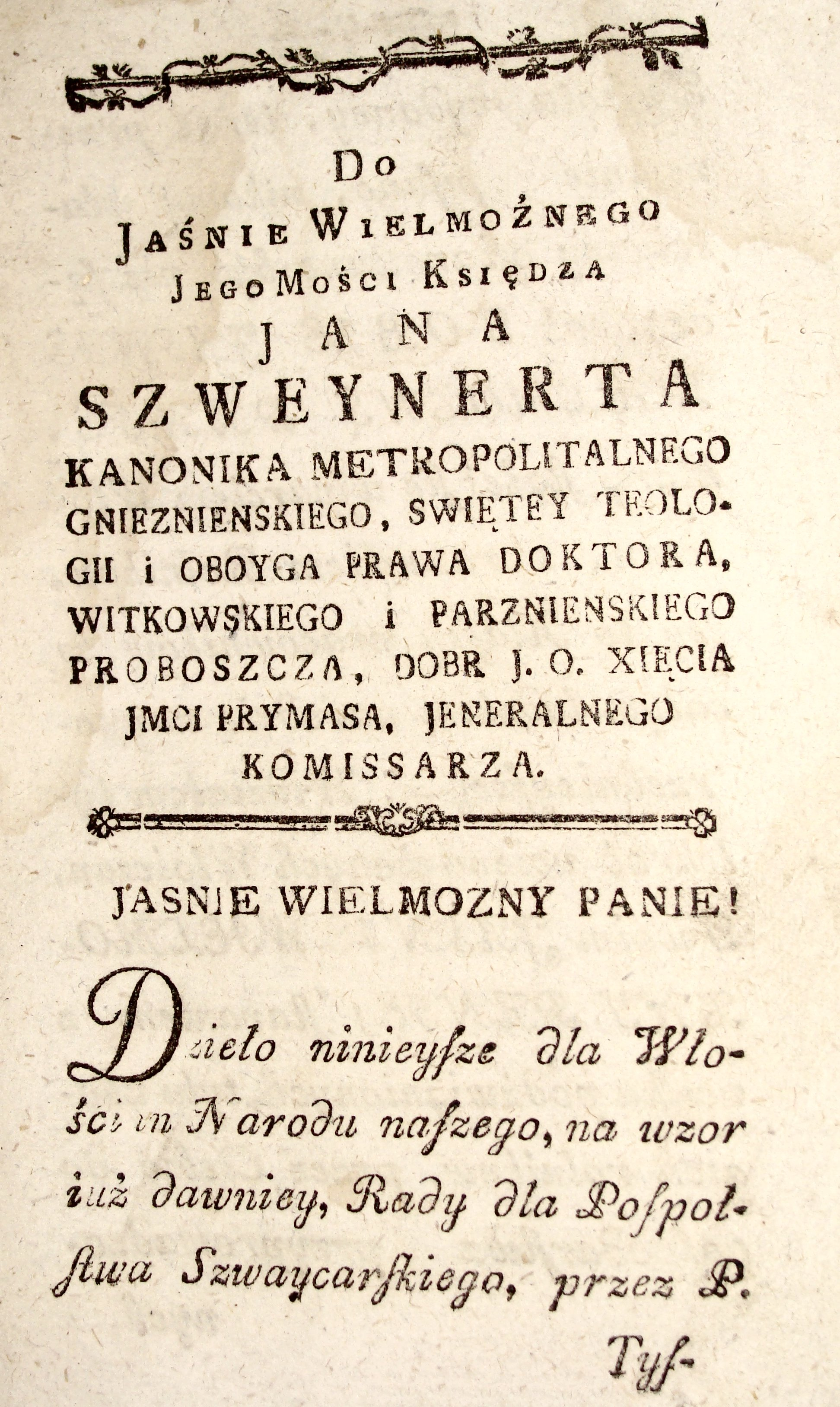

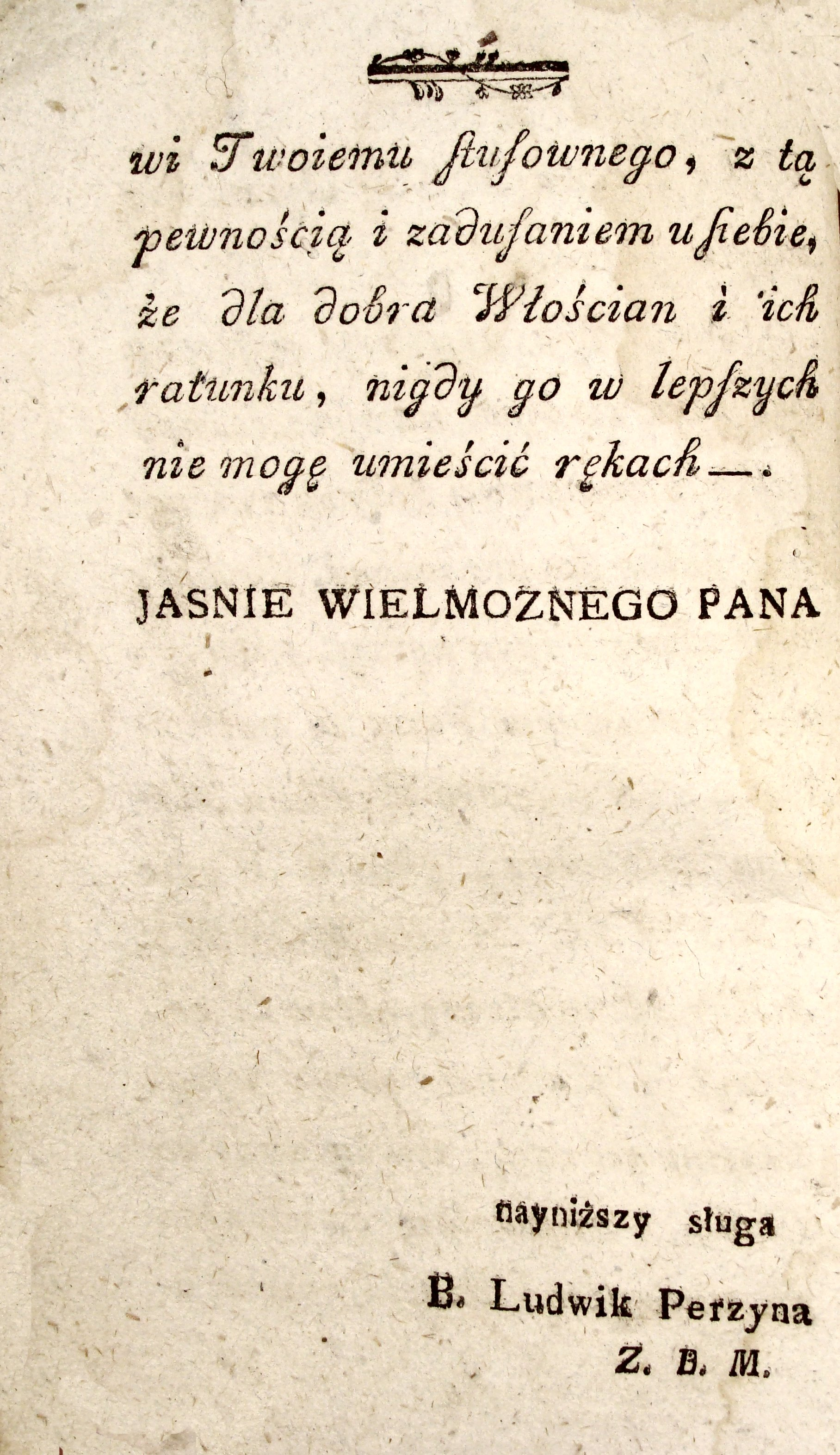

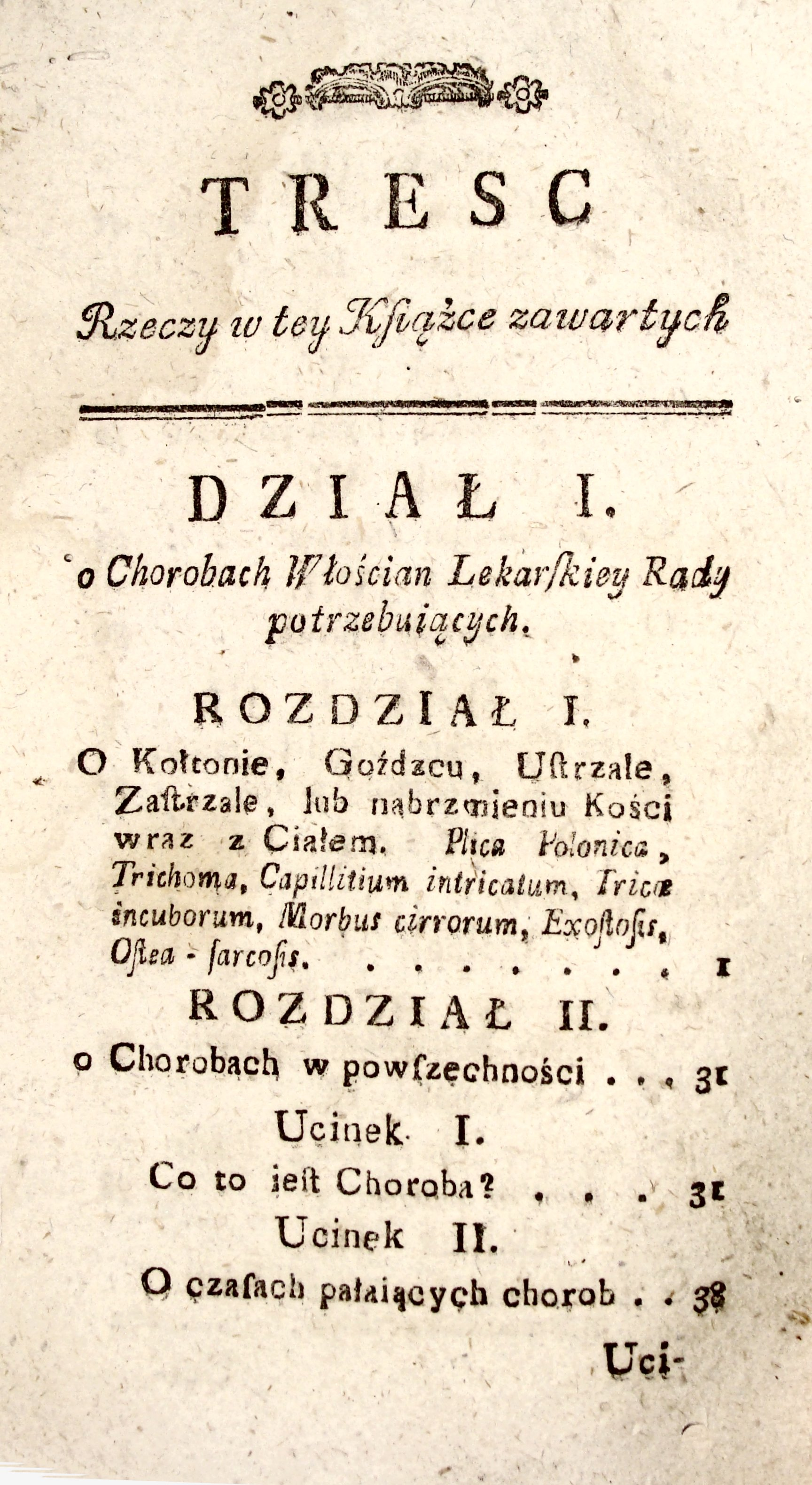

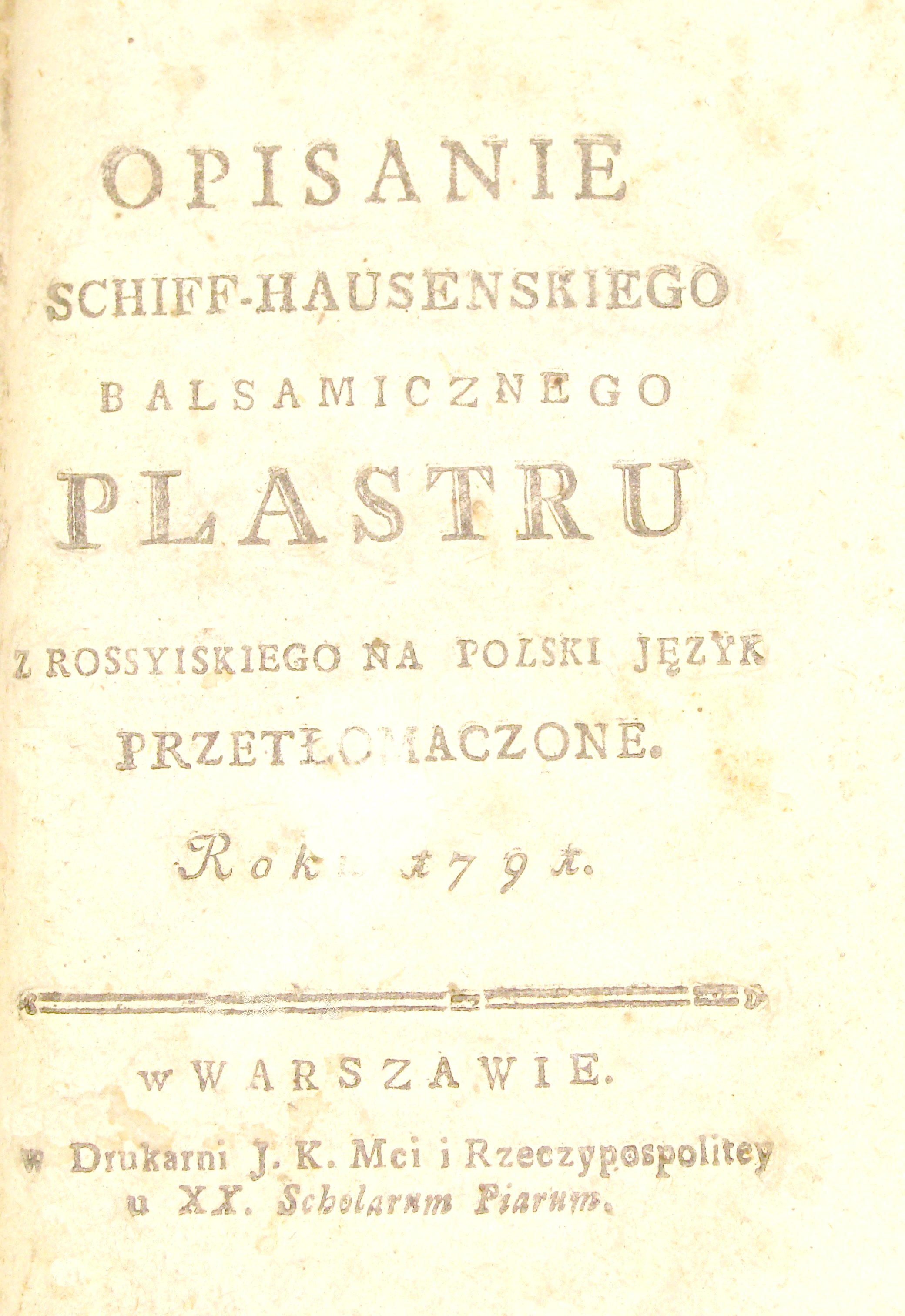

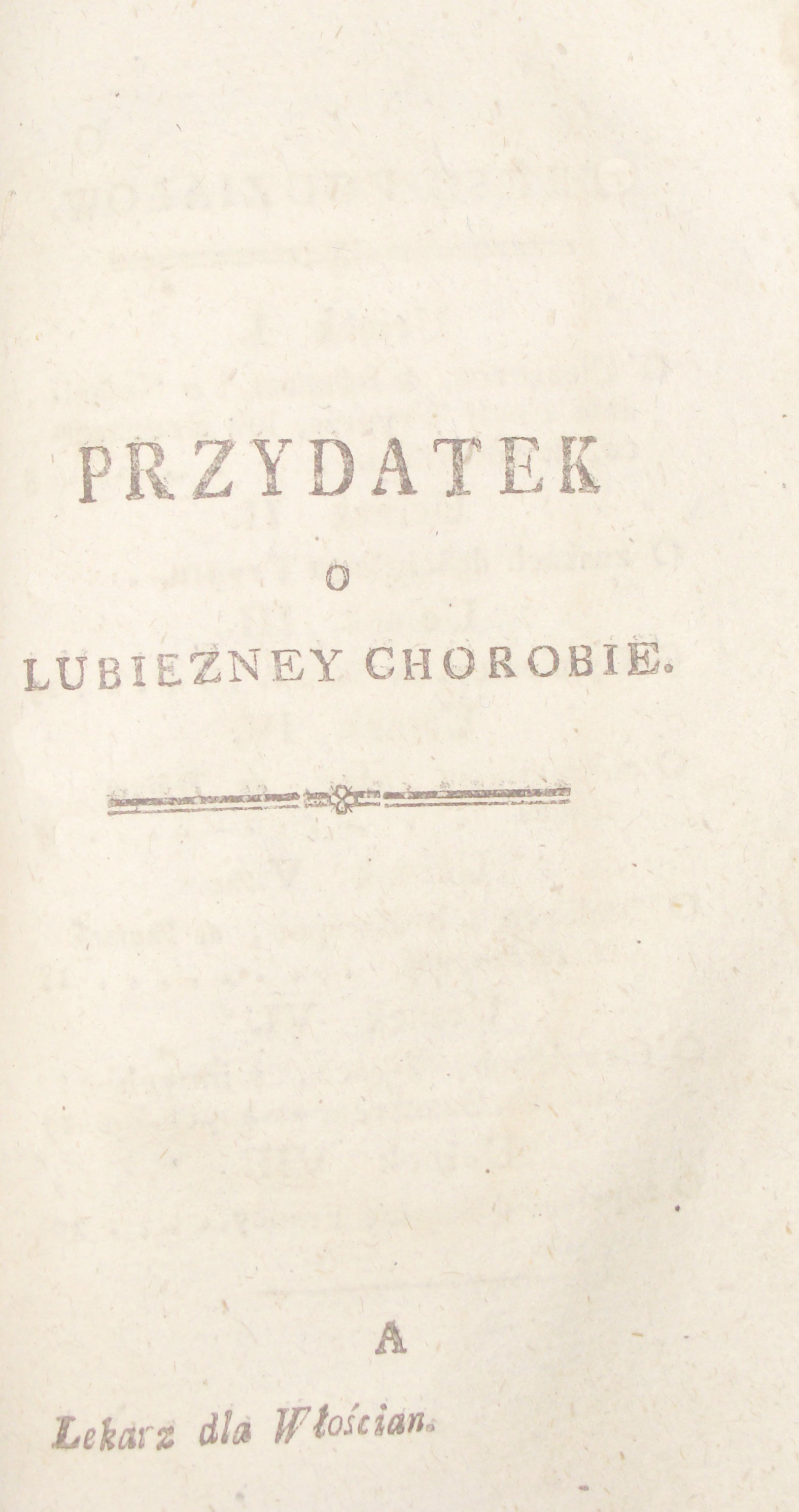

Ludwik Perzyna (ur. 1742 w Krakowie, zm. 1812 w Warszawie) – polski lekarz, zakonnik zgromadzenia bonifratrów, pisarz, popularyzator wiedzy medycznej, współpracownik Komisji Edukacji Narodowej, prekursor nowoczesnych metod diagnostyki oraz terapii, krzewiciel zasad higieny, profilaktyki i lecznictwa.

## Życiorys
Nie zachowały się żadne dokumenty potwierdzające jego formalne wykształcenie lekarskie, jednak jego działalność wskazuje, iż nie był samoukiem. Przypuszcza się, że wiedzę teoretyczną i fachowość w zakresie chirurgii zdobył m.in. będąc lekarzem podczas działań wojskowych na wschodnich terenach Rzeczypospolitej w latach 70. XVIII w. Początkowo praktykę lekarską prowadził na Podolu, Pokuciu, Wołoszczyźnie, Spiszu, po czym przeniósł się do Warszawy i w 1782 r. wstąpił do Zakonu Braci Miłosierdzia (Z.B.M., tzw. zakon bonifratrów). Odbył roczny nowicjat, następnie złożył śluby czasowe na okres 3 lat, a w roku 1786 na stałe. W latach 1790–1793 pracował jako lekarz w miejscowym szpitalu pod wezwaniem Jana Bożego. W 1793 r. został przeorem klasztoru oraz lekarzem Szpitala św. Ducha w Kaliszu. Od 1807 r., aż do likwidacji konwentu, był przeorem w Łowiczu.

## Treść nauczania
W 1791 roku, pod inicjałami B. L. P. Z. B. M. (Brat Ludwik Perzyna, Zakon Braci Miłosierdzia) Petrzyna wydał Myśli i uwagi nad Farmazonami, jako miejsce druku podając Betleem. Przedstawił tam, zgodnie z regułą J. Andersona, zasady i sposób funkcjonowania tytułowych farmazonów – francuskich działaczy masonerii. Poddał je krytycznej ocenie, opierając się na własnych obserwacjach poczynionych na dworze, do którego był wezwany z racji swego zawodu lekarza. Zorientował się tam, że gospodarze byli Farmazonami, a sama Gospodyni w zgromadzeniu madam(e) de Mops umieszczoną. Poddał krytyce nie tylko samą masonerię, ale i jej przedstawicieli, takich jak Fryderyk Wielki oraz Józef II. Z kolei Francuzom walczącym w konfederacji barskiej wytknął bezbożność.
Innym jego znanym utworem religijnym była Homilia do swoich braci zakonnych utwierdzając ich w wierze objawionej przeciw zaraźliwym teraźniejszym deistów mowom (Łowicz, 1796).
Już pośmiertnie ukazała się Reguła św. Augustyna wraz z ustawami Zakonu św. Jana Bożego, przez Ojca św. Pawła V potwierdzona, z przydatkiem różnych rezolucyi (1836). Pozycja ta powstała na potrzeby zakonu bonifratrów i została napisana na podstawie materiałów w językach włoskim i niemieckim.
Wieloletnia i wszechstronna praktyka lekarska zaowocowała wieloma spostrzeżeniami dotyczącymi higieny, psychiatrii, okulistyki, neurologii i ginekologii. Swoją wiedzę praktyczną Perzyna uzupełniał, czerpiąc z publikacji austriackiego lekarza A. Störcka (1731–1803), ale przede wszystkim z opublikowanych w Polsce w latach 1773–1787 tłumaczeń popularyzatorskich prac szwajcarskiego lekarza Tissota. Właśnie Tissot zainspirował Perzynę do szerzenia oświaty prozdrowotnej wśród niższych warstw społeczeństwa i przedstawiania trudniejszych wiadomości w formie dialogu lekarza z pacjentem.
W swoich medycznych książkach Perzyna uświadamiał potrzebę higieny, ruchu oraz umiarkowania w jedzeniu i piciu. Postulował wprowadzenie przepisów ograniczających prawo wykonywania zawodu aptekarza i lekarza do osób kończących specjalistyczne szkoły. Żądał powszechnej likwidacji kołtuna – czego dopilnować miała policja państwowa oraz księża kontrolujący wiernych przy okazji mszy niedzielnych. W związku z tą sprawą zauważył, że należy zaprzestać nauczania w szkole przestarzałego poglądu, jakoby mycie ciała było czynnością szkodliwą. Zalecał, aby żołnierze przed udaniem się na urlop byli zbadani przez lekarza, który w razie stwierdzenia choroby wenerycznej miałby ich zatrzymywać w lazarecie w ramach kwarantanny. Propagował lecznictwo wodami mineralnymi, wówczas zwanymi wodami kruszcowymi. Polecał zwłaszcza wody siarkowe i żelaziste występujące w Krzeszowicach pod Krakowem, gdzie w ośrodku leczniczym, ufundowanym i utrzymywanym przez księżną Izabelę Lubomirską, żonę Marszałka Koronnego, lekarz przyjmował wszystkich potrzebujących za darmo. Ludwik Perzyna, propagując podstawową wiedzę medyczną, zwalczał przesądy i zabobony zakorzenione wśród niewykształconej części społeczeństwa. Pisał wręcz, że: Siłami nadprzyrodzonymi, komu zaszkodzić jest rzeczą niepodobną. Paleni na stosach przez lata w całej Europie byli niewinni. U nas bawienie się w czary występowało jedynie wśród chłopstwa. Pisał dalej: Stanisław August uwolnił lud od prześladowań nierozumnych, a Franciszek Bohomolec zrzuciwszy zasłonę z oczu, odkrył wadę zdawania sobie (wyobrażania sobie). Podjudzanie i oskarżenia o czary powinny być na gardle karane i przez policję państwową ścigane. Perzyna starał się zmienić stosunek ludności do osób upośledzonych umysłowo, tłumacząc, że nie są to ludzie opętani przez diabła i mogący szkodzić urokami, lecz biedni, opanowani chorobą, przez to nieszczęśliwi, godni litości i pomocy. Znał zjawisko lunatyzmu, które nazywał nocobłędem. Lunatyków zalecał oblewać zimną wodą lub zastawiać im drogę trwałą przeszkodą. Osobom niepiśmiennym radził w razie problemów zdrowotnych udawać się po poradę do najbliższego księdza, który powinien w trosce o swoich parafian zakupić jego Porady dla włościan i stosownie doradzać – przede wszystkim skorzystanie z usług lekarza lub cyrulika, nigdy zaś osób nieuprawnionych. W Anatomii… zaproponował szereg polskich określeń na pojęcia stosowane dotychczas wyłącznie w języku łacińskim. Mikroskop, przykładowo, nazywał drobnowidzem.
Ponadto napisał lub przetłumaczył:
Porządek życia, w czerstwości zdrowia, w długie prowadzący lata ze wszystkich dzieł P. Tissota w jedno zebrany (Kalisz 1789) przedrukowany w Supraślu w tymże roku. Kolejna edycja poprawiona i powiększona przez samego autora ukazała się ponownie w Kaliszu w 1793 oraz w 1799 r. w Łowiczu.
Anatomia krótko zebrana, chcącym się uczyć lekarskiey i cyrulickiey nauki, lubo bez wyobrażeń, ale dokładnie, i z pracą napisana, w Kaliszu in 8vo (octavo, rozmiar kartki) 1790. Można tu znaleźć słownik polsko-łaciński terminów medycznych.
Nauka położna, krótko zebrana cyrulikom, położnym, jako też i babom, czyli kobietom przy rozwiązaniu rodzących położnic służącym dla wiadomości bardzo potrzebna. Na pytania i odpowiedzi ułożona, in 8vo w Kaliszu 1790.
Nauki cyrulickiey krótko zebraney t.j. nauki dla chcących się uczyć cyrulickiey umiejętności dokładnie napisaney wszystkim oraz gospodarzom i wszelkim zgromadzeniom tak duchownym jako i świeckim nieuchronnie potrzebney, a dla łatwiejszego każdego poięcia, w pytaniach i odpowiedziach ułożoney. Część I w 1792. Część II i III w 1793. Kalisz In 8vo. Razem 750 stron. W tym jako dodatek: Sposób urzędowych relacyi z wyprowadzonych wizyi, czyli oględzin ciał ludzi, przez gwałt różnego zabójstwa z tego świata zgładzonych, lub też tylko pokaleczonych.
Lekarz dla włościan, czyli rada dla pospólstwa, w chorobach i dolegliwościach naszemu kraiowi albo właściwych, albo po wiekszey części przyswoionych, każdemu naszego Kraiu Mieszkańcowi do wiadomości potrzebna przez brata Ludwika Perzynę Zakonu Braci Miłosierdzia w narodowym języku napisana. Kalisz, in 8vo 1793.
Napisał również Przydatek o lubieżnej chorobie traktujący o chorobach wenerycznych, oraz O lekarskich wiadomościach, w których objaśnia m.in. jak poznać biegłość lekarza, jakie znaczenie ma lekarskie doświadczenie dla losu pacjenta, czy jak pacjent powinien zachowywać się w czasie rekonwalescencji. Całość poprzedzona mottem z fraszki Jana Kochanowskiego Na zdrowie była dedykowana księdzu Janowi Szweynertowi, ówczesnemu kanonikowi gnieźnieńskiemu, a zarazem generalnemu komisarzowi dóbr prymasowskich, w tym drukarni J.O. Xcia Jmci Prymasa Arcybiskupa Gnieźnieńskiego. W tejże drukarni ukazały się wszystkie kaliskie wydania dzieł Perzyny.

## Obraz medycyny w Polsce końca XVIII w.
We wstępie Lekarza dla włościan autor oznajmia, że do napisania tej publikacji skłoniły go miłość i troska o współbraci. Najniższym warstwom, zaniedbanym, lecz bardzo dobrze narodowi służącym, należy się odrobina wiadomości o postępowaniu zabezpieczającym przed chorobą i sposobach postępowania w razie jej zaistnienia. Ze względu na brak wyrobienia umysłowego tej warstwy, treść będzie podana przystępnie. Pora bowiem, by chłopi więcej uwagi poświęcali trosce o swe zdrowie i myśleli o wezwaniu doktora ewentualnie cyrulika możliwie szybko, nigdy zaś bałamuta, baby, olejkarza, kata, owczarza, żyda itp. hochsztaplerów, biorących niemałe pieniądze, lecz zamiast leczenia, pogarszających sytuację tak, że nawet najlepszy lekarz, wezwany poniewczasie, nie może już pomóc.
Książka przede wszystkim omawia choroby najczęściej występujące wśród stanu niższego. Podzielono je na wymagające leczenia lekarskiego oraz takie, do których wezwanie cyrulika (felczera) wystarczy. Taki podział autor zastosował z myślą zarówno o zdrowiu, jak i o kieszeni pacjenta (w rzeczywistości podział na lekarzy, mających wykształcenie uniwersyteckie i felczerów, chirurgów itd. wynikał z wprowadzonego przez Kościół Katolicki jeszcze w XII w. zakazu nauczania chirurgii). Pod tym kątem wybrano też lekarstwa, zalecając tanie, a zarazem skuteczne i łatwo dostępne. Ponieważ jednym lekarstwem można leczyć różne choroby, ponumerowane sposoby przygotowania lekarstw umieszczone zostały osobno, na końcu książki. Dzięki temu, w opisie leczenia podawane są jedynie numery zalecanych leków i ich stosowanie.
Oprócz chorób i ich leczenia można tu znaleźć objaśnienia podstawowych pojęć istotnych do zrozumienia zaleceń lekarskich oraz potrzebne wiadomości, jakie powinien przekazać posłaniec wzywający pomocy lekarskiej dla chorego. Zwraca się uwagę na bezwzględną konieczność mówienia prawdy lekarzowi i podaje groźne skutki zatajania stopnia skuteczności lekarstwa (aby nie płacić za dużo) lub zastąpienia go „lepszymi”, polecanymi przez babę.

### Perzyna a kołtun
W Lekarzu dla włościan… bardzo obszerny rozdział pierwszy poświęcony jest tzw. kołtunowi (pierwotnie kolton, od francuskiego coltin = kapelusz, czapa tragarza), chorobie zwanej też gośćcem, zastrzałem, postrzałem, nabrzmieniem kości wraz z ciałem, trichoma, Capillitium intricatum, Plica Polonica, Tricoe incuborum, morbus cirrorum, Exostosis, Osteasarcosis.
Choroba, dzisiaj śmieszna i wręcz wstydliwa, do połowy XIX w. była uważana za bardzo groźną, stąd jej zagadkową naturą na poważnie zajmowali się lekarze z całej Europy. Nie łączono jej ze stanem higieny. Walczący o poprawę higieny Perzyna też tego nie dostrzega, zapewne myśląc o kołtunie prawdziwym.
Perzyny nie dziwi nagromadzenie przypadków kołtuna w Polsce. Uważa, że jest to choroba właściwa regionowi, podobnie jak dla krajów nadmorskich szkorbut, dla Arabii trąd, dla Egiptu morowe powietrze, a dla okolic górskich wole. Kołtuny spotyka się zarówno u zwierząt (zwłaszcza koni), jak i u ludzi: na Rusi, Litwie, Wołoszczyźnie, Śląsku, w Polsce, Multanach, u Tatarów, Węgrów, Szwabów, Alzatczyków, Niderlandczyków, były też obecne u już nieistniejących Derewlan i Połowców. Perzyna stwierdza, że w krajach zachodnich przypadków kołtuna jest mniej, tłumacząc to tym, że ziemię tam znacznie dawniej zaczęto uprawiać, a przez to jej ostre (trujące) właściwości zostały już oczyszczone. Nadmienia też, że i u nas ostatnio kołtuny spotyka się coraz rzadziej.
W innym miejscu tłumaczy, że zaraza kołtuna nie została sprowadzona przez Tatarów w 1241 r., lecz jest powodowana użyciem wielickiej i bocheńskiej soli, mających wiele ostrości szkodliwej. Przyczyną kołtuna nie są czary, ale naturalne przyczyny.
Powszechnie uważano, że kołtun, gdyby przez rozczesywanie lub odcięcie został podrażniony w inną część ciała wejdzie – z tego powodu można stracić wzrok, cierpieć różne bóle, w tym serca, dostać paraliżu, gruźlicy, konwulsji, guzów, u kobiet różnych dolegliwości ginekologicznych, także ciała więdniecie i usychanie czyni, nawet u koni.
Perzyna z własnego doświadczenia stwierdza: Niechędostwo, niechlujstwo w jakiś sposób przyczynia się do istnienia owej choroby, ale przyjmować, że jest jego przyczyną to błędne mniemanie. Wyróżnia się trzy rodzaje kołtuna: suchy, któremu często towarzyszy wysypka ewentualnie strupem pokryte włosy, drugi rodzaj ropny i trzeci, w którym przy obcinaniu włosów krew z nich cieknie. Tu Perzyna wiadomości uzyskane z książek poddaje weryfikacji na podstawie własnej praktyki. Stwierdza, że nigdy nie spotkał się z kołtunem drugiego i trzeciego rodzaju (muszą występować w innych krajach, skoro je tamtejsi lekarze opisują), a w związku z licznym występowaniem wszy i normalnym w tej sytuacji drapaniem się przez pacjenta, strupy nie są niczym dziwnym. Proponuje więc podział kołtunów tylko na dwa rodzaje: prawdziwe i nieprawdziwe. Prawdziwe to takie, które po rozczesaniu potrafią w noc, na powrót się zawiązać. Te należy zostawić, póki włosy same się nie oddzielą od głowy przez wzrost nowych pod spodem – wtedy dopiero można je odciąć i kołtuna się pozbyć. Inne kołtuny, jako nieprawdziwe można odcinać śmiało. Okazuje się, że niektórzy robią takowe sami, z wosku i dziegciu, a to dlatego, iż utarło się dla złagodzenia objawów, leczniczo podawać alkohol; chodzą tacy od domu do domu i błagają o lekarstwo! Policja krajowa powinna dopilnować obcięcia takich kołtunów natomiast księża, powinni przy okazji mszy kontrolować czy wszyscy zostali tą operacją objęci. Zwłaszcza poborowi idący do wojska powinni być czysto obcięci.
Zagraniczni lekarze na kołtuna każą pić barszcz, ostatnio zastępowany chołodźcem lub ćwikłą i boćwiną. Nie jest to wystarczające, trzeba się często kąpać, płukać i głowę czesać. Najmniej kołtuna występuje u Moskali i Żydów, co piątek się kąpiących, najwięcej w okolicach roponośnych (Galicja) wśród biedoty, kobiet zwłaszcza pijaczek, najbiedniejszych Żydów i chłopów. Kołtunem można się zarazić przez kontakt, używanie czapki, sukien (ubrań), przez mamczenie (przy okazji karmienia cudzego dziecka). U dzieci, kołtun często towarzyszy angielskiej chorobie (Obrzęk głodowy). Zapobiegając kołtunowi, należy myć się, zmieniać bieliznę i pościel oraz regularnie czesać włosy gęstym grzebieniem. Wskazane też jest ujęcie wiktu, poniechanie trunków, laksowanie, ruch i praca. W razie podejrzenia zaczątków kołtuna myć się częściej. Inne objawy towarzyszące kołtunowi (krosty, gule, rany itp.) należy leczyć specyficznie dla objawów.
Ludwik Perzyna zapewne zostałby pogromcą kołtuna, gdyby na tym zakończył opis, niestety kierowany lekarską rzetelnością w dalszej części zajął się relacjonowaniem najnowszych odkryć dotyczących kołtuna prawdziwego, uzyskanych za granicą przy pomocy drobnowidza (mikroskopu). Dalej przez wiele stron czytamy o groźnych skutkach rozdrażnienia kołtuna oraz o konieczności zachowania włosów po to, by przez kanały w nich odkryte (przy pomocy mikroskopu) mogły z organizmu wydostawać się szkodliwe substancje. Przecięcie włosów powoduje groźne krwawienie albo zamyka ich wewnętrzne kanaliki. Wtedy szkodliwe substancje nie mogąc wydostać się na zewnątrz, pozostają we wnętrzu ciała i gromadząc się w różnych miejscach, powodują jeszcze groźniejsze choroby odkołtunowe.
W efekcie przeczytania tego rozdziału najbardziej w pamięci zostają straszne skutki rozdrażnienia kołtuna, natomiast o zbawiennym i odkrywczym zaleceniu mycia się i czesania włosów (w końcu pozwalającym rozpoznać rodzaj kołtuna) ślad w pamięci nie zostaje.
Jeszcze w dodatku O wiadomościach lekarskich Perzyna wzywa, by skończyć z przesądem nauczanym w katolickich szkołach, że kąpiele są dla rozwoju młodzieży szkodliwe. Zamiast tego należy nauczać, że przynajmniej raz na tydzień kąpiel jest niezbędna. Niestety zabory, powstanie i wojny napoleońskie sprawiają, że nie bardzo jest komu ten postulat zrealizować. Dopiero w roku 1862, Aleksander Antoni Le Brun – doktoryzowany na Sorbonie w dziedzinie kołtuna – każe w Warszawie obcinać kołtuny pacjentom przed przyjęciem do szpitala. Wszakże dopiero PRL wprowadzając powszechną oświatę i opiekę zdrowotną likwiduje kołtun w najbardziej odludnych okolicach kraju.

### Inne zagadnienia medyczne
Kompendium lekarskie, jakim jest Lekarz dla włościan, z powodzeniem może nam dać pogląd na temat ogólnej wiedzy medycznej z końca XVIII w. Książka, chociaż pisana przez Polaka i po polsku, obficie korzysta z uznanych i poczytnych w całej Europie dzieł szwajcarskiego lekarza Tissota. Z powodzeniem daje więc obraz medycyny europejskiej.
Pierwsza operacja w narkozie, przy całkowitym znieczuleniu odbyła się 16 października 1846. Kilka lat później Louis Pasteur ostatecznie obalił teorię samorództwa, wykazując, że nawet drobnoustroje nie mogą powstawać z niczego. Naprowadziło to Listera na pomysł stosowania antyseptyki, ogłoszony publicznie 9 sierpnia 1867 na forum Brytyjskiego Towarzystwa Medycznego. Wcześniejsze odkrycie Węgra Ignacego Sommelweisa z 1847 r. zostało przez świat lekarski zupełnie zignorowane i wyśmiane! Podczas gdy Lister niemal do końca XIX w. walczył o powszechne stosowanie antyseptyki w angielskich szpitalach, w niemieckich, po wielkiej śmiertelności zakażonych rannych z wojny 1870 r. wprowadzono ją jednym zarządzeniem. Wiedza medyczna rozpowszechniała się najszybciej przez listy i osobiste kontakty lekarzy, nie mniej od odkrycia do powszechnego stosowania wciąż mijało wiele lat. Lekarze powszechnie powielali zasady i sposoby leczenia zaczerpnięte od swoich poprzedników. Sekcje zwłok służyły głównie ogólnemu potwierdzeniu diagnozy (dla satysfakcji, że lekarz się nie mylił) no i znalezienia oraz rozpoznania tego, co już opisali poprzednicy. Znajomość anatomii słabo przekładała się na skuteczność operacji, ponieważ wobec braku antyseptyki, każda operacja z naruszeniem otrzewnej kończyła się śmiercią pacjenta z powodu zakażenia wewnętrznego. Naruszenie opłucnej kończyło się odmą i uduszeniem pacjenta. Istniał, więc wynikający z przysięgi Hipokratesa zakaz operacji wewnętrznych. Obcięcia kończyn, usunięcia guzów, ropni, zszycia ran wykonywano „na żywca”, dlatego, że alkohol lub opium były mało skuteczne lub źle stosowane. Perzyna w bolesnych chorobach, także w przypadku raka (jako tanie, skuteczne i łatwo dostępne lekarstwo) zaleca proszki z ziela szaleju jadowitego.
Jeśli chodzi o choroby, w owym czasie uważano, że choroby powstają z sześciu przyczyn: 1. jadła i picia, 2. powietrza, 3. poruszania się i spoczynku, 4. namiętności, 5. snu i czuwania, 6. wypróżniania się.
Wszystkie choroby dzielono na zewnętrzne i wewnętrzne. Do leczenia zewnętrznych chorób, takich jak świerzb, puchliny, krosty itp. zwykle wystarczał cyrulik. Do chorób wewnętrznych lepiej było wzywać lekarza. Dzielono je na chroniczne, czyli długotrwałe oraz gorączkowe, przebiegające z wysoką gorączką i stosunkowo szybko kończące się śmiercią (złośliwe) lub wyleczeniem (dobrotliwe).
Jak podaje Perzyna, wiele chorób wynika z samego ustroju danego człowieka oraz określonych skłonności w rodzicach, ale są też choroby wynikłe skutkiem kary za niedbalstwa, skutkiem nierządu i zbytków popełnionych przez rodziców. To są choroby dziedziczne, które lekarza wielką pracą mogą być usunięte, a i to nie zawsze. Ta wiadomość powinna zagrzać ludzi do zachowania cnoty, by swego potomstwa lekkomyślnie nieszczęśliwym nie czynili. Dzieci rodzą się z epilepsją, gdy poczynają się w okresie miesiączki matki, dlatego niektóre religie wzbraniają w tym czasie spółkowania. Istniała teoria, zgodnie z którą, choroby w pierwszym etapie oczyszczają organizm, a w związku z tym nie można ich zbyt szybko tłumić, nie można zbyt szybko obniżać gorączki, powstrzymywać rozwolnienia, w przypadku zimnicy zbyt szybko wkraczać z chininą itd. Uważano, że czyniąc w sposób przeciwny (to znaczy śpiesząc się z interwencją) działa się wbrew naturze, powodując niepotrzebne komplikacje i pogarszając stan chorego przez to, że zablokowano naturalny proces oczyszczania ciała. Zwłaszcza różnego rodzaju znachorzy mieli tendencję zaczynania leczenia zbyt wcześnie. Dobry lekarz pilnie obserwował wydzieliny ciała pacjenta: rodzaj potu, stan języka no i rodzaj odchodów. Rozróżniano sr...kę prostą, wodną, lepką, czyli kleikowatą, żółciową oraz krwawą ropną, a jeśli towarzyszyły jej bóle i wzdymania nazywano ją łożną lub dyzenterią. Chcąc oczyścić organizm, powszechnie stosowano enemy, a zwłaszcza laksacje, nawet przy takich chorobach jak gruźlica, paraliż itp. Warto tu przytoczyć znamienne zalecenie lekarskie: leczenie paraliżu zaczynać się powinno od krwi puszczania i laksowania. Nawet melancholię uznawano za jednostkę chorobową spowodowaną obstrukcją. Powszechnie za dobre laksowanie uważało się takie, które pobudzało nawet 20 razy! (Przy słabszych efektach pacjent miewał pretensje). Za znacznie łagodniejsze uważano enemy z mydlin lub wpuszczanie w odbyt dymu tytoniowego przez cybuch! Na szczęście, enemy wykonywano głównie samą wodą stąd i efekty były mniej drastyczne (Niekiedy i 50 enem pacjentowi potrzeba!) niż po czopkach, które jednakże nadwyrężały kiszkę. Innym, równie chętnie stosowanym sposobem oczyszczania organizmu pacjenta było puszczanie krwi – tłumaczono to jej nadmiarem (wystarczyło, gdy ktoś miał czerwone policzki np. po wejściu z zimna do domu albo zwyczajnie odmrożone), zepsuciem, profilaktyką (dawno nie puszczaliśmy krwi) itd. Odkryty przez Harveya (połowa XVII w.) obieg krwi był już dla lekarzy oczywistością jednak jeszcze nie dla pacjentów. W pewnym momencie Perzyna wyjaśnia, że nie ma znaczenia, z której żyły krew się będzie upuszczać. Ludwik Perzyna jako lekarz owszem zaleca różne czyszczenia, ale w konkretnych przypadkach. Laksowanie i krwi puszczanie są dobre, gdy zaleci je lekarz, w innych wypadkach to sposób wyciągania pieniędzy, często wręcz szkodliwy, bo prowadzący do osłabienia. Upuszczając z organizmu 1/10 złej krwi wciąż w organizmie pozostawia się 9/10 takiej samej a przecież niepodobna wypuścić całej! Człowiek zdrowy nie potrzebuje się ani pozbywać krwi ani się laksować. Zwłaszcza starym ludziom i małym dzieciom nie należy puszczać krwi. Regularność i umiarkowanie są najlepszą gwarancją zdrowia. Majowa kuracja (majowe wywczasy) to zupełnie zbędny przesąd, niemający wcale natury leczniczo-profilaktycznej, lecz jedynie szkodliwy sposób naciągania naiwnych. Dla wyjaśnienia majowe wywczasy polegały na tym, że wyższe sfery, w maju, zależnie od zamożności na miejscu lub na wyjeździe, poddawały się głodzeniu, laksowaniu i puszczaniu krwi. Była to stara tradycja, wywodząca się z czasów, gdy lekarz dla postawienia diagnozy korzystał z astrologii. Wówczas to przyjęło się, że najlepszym okresem do puszczania krwi jest maj. Wyjeżdżający na wywczasy zostawiali w domach całą służbę a ta, aby się nie nudzić, organizowała majówki. Nowością w postępowaniu jest w przypadku gorączki, chorego trzymać w chłodzie, palić w piecu miernie, często wietrzyć pomieszczenie i kadzić jałowcem lub lać na gorący żar ocet. Poprzednio, w tej kwestii zalecenia były przeciwne. Jeśli chodzi o diagnostykę, to znano wiele chorób jednak, zwłaszcza w przypadku występujących powszechnie takich np. jak gruźlica, nie umiano rozróżnić, które objawy są typowe, a które wynikają z tego, że pacjent cierpi na jeszcze inną chorobę. Stąd oprócz rzeczywistych leków aplikowano specyfiki zupełnie chybione, magiczne lub wręcz szkodliwe. Nie sposób opisać wszystkich przypadków, więc poniżej kilka bardziej znamiennych przykładów. Oto one:
- Na zarazę trzeba mieć umysł rozluźniony, jeść i pić w umiarze.
- Zabezpieczeniem przed zimnicą jest nie gniewać się, nie jeść tłustego i unikać wilgotnego i zimnego powietrza. Leczenie – w mocny ocet włożyć jajko, kiedy skorupka się rozpuści wymieszać i wszystko wypić, pacjentowi raz będzie zimno raz gorąco, a na koniec pot wystąpi i to będzie oznaka końca choroby.
- Świerzb jest to plugawe ciała zeszpecenie przez krosty świerzbiące zwłaszcza w cieple, w ciepłej izbie lub rozgrzanym łóżku. Zarazić się można przez dotykanie się rękami, wspólne ubrania, pościel lub też przez korzystanie z tej samej izby oraz z jedzenia nadmiaru jarzyn (chłopi jedli głównie zielsko). Leczenie wymaga kąpania się w wodach siarczanych, w ługu z mydłem. Mięs solonych i wędzonych jeść nie można. Zaleca się obfite laksowanie. Dobrze też zarazić się nowym świerzbem, aby stary na wierzch wyprowadzić.
- W razie zranienia przez wściekłego wilka, lisa poraniony miejsce zranienia powinien natychmiast błotem lub ziemią obłożyć. Następnie octem z rozpuszczonym masłem ranę przemywać. Powstrzymać się od trunków i gniewu.

Momentami ówczesna wiedza jest całkowicie zgodna z dzisiejszymi poglądami tyle, że z oczywistych powodów, nie należy brać pod uwagę późniejszych odkryć. Można, więc się dowiedzieć:
- Jeśli wyobrażenie pacjenta nie odpowiada rzeczywistemu przedmiotowi, taki objaw nazywa się durnowatością. Może być to spowodowane gorączką i zapaleniem mózgu.
- Poparzenie się, jest to nacisk ognia lub płynnych wilgoci wrzących na powierzchność ciała uczyniony, mocą którego skóra ciała została uszkodzona.
- Pacjent powinien zrezygnować lub w sposób ograniczony używać alkoholu.
- Ranę każdą, należy najpierw spłukać winem lub wódką, oczyścić z ciał obcych, które się w niej znajdują, po czym pokryć suchymi i czystymi flejtuszkami (szarpiami).
- Żółtaczka u noworodka nie jest groźna i sama, bez ubocznych skutków i leczenia przechodzi.
- Kto zjadł grzyb jadowity, natychmiast powinien zażyć na wymioty lub kłaść palec w gardło!
- Jest robaków 3 rodzaje, okrągłe, płaskie oraz rupie. Okrągłymi są glisty ze wszystkie podobne do ziemnych (Dżdżownica), drugi rodzaj to glisty tasiemkowe (tasiemce) i trzeci rodzaj podobny do owsa lub żyta, drobny, lecz licznie występujący w odbycie (Owsik ludzki).

Wiedzę medyczną Perzyna podsumowuje, mówiąc, że organizm jest jak struna, którą z położenia równowagi wyprowadza choroba. Organizm tak jak struna, szarpiąc się i wydalając różne trucizny, stara się wrócić do poprzedniego stanu równowagi (zdrowia) – wypisz wymaluj definicja homeostazy. Kurujący lekarz stosując różne lekarstwa, stara się pomóc, ale często sam nie wie, co się do ozdrowienia pacjenta przyczyniło! Sama natura bardzo często swym działaniem pomaga.

### Upamiętnienie postaci
Od 1989 Wojewódzki Szpital Zespolony w Kaliszu nosi imię Ludwika Perzyny.
W 2010 ukazała się książka przedstawiająca losy Ludwika Perzyny, której autorem jest Hubert Andrzej Matusiewicz, pt. Brat Ludwik Perzyna (1742-1800), lekarz i pisarz w bonifraterskim habicie (Rzym-Warszawa 2010).